# 史蒂芬·金之猴子
《史蒂芬·金之猴子》（英語：The Monkey）是一部2025年美国喜劇恐怖片，由奧斯古德·柏金斯编剧和执导。该片改编自斯蒂芬·金1980年的短篇小说，由提奥·詹姆斯、塔蒂亚娜·马斯拉尼、伊莱贾·伍德、克利斯汀·康佛瑞、柯林·歐布萊恩、羅漢·坎貝爾和莎拉·李維主演。《史蒂芬·金之猴子》由霓虹公司定檔2025年2月21日在美国发行，取得影評界普遍好評。

## 剧情
1999年，老彼得·薛朋試圖毀壞並將一隻打鼓玩具猴子退貨給古董店，在他能成功退貨前，猴子在《我喜歡身在海邊》的音樂響起時開始擊鼓伴奏，引起一連串連鎖反應，造成店主遭到捕鯨砲擊中而肚破腸流。不久後，老彼得丟下妻子露易絲與雙胞胎兒子哈爾與比爾後不知所蹤。雙胞胎在父親的衣櫃中發現了猴子並轉動發條，當日稍晚，雙胞胎在鐵板燒餐廳用餐時，猴子開始打鼓，使得他們的保母安妮遭到日式料理刀意外斬首身亡。
比爾欺負哈爾的行為導致哈爾再度轉動猴子的發條，希望能藉此殺死比爾，然而，露易絲突發性動脈瘤破裂而在比爾面前身亡。被罪惡感壓垮的哈爾將猴子分解並丟棄，隨後與比爾以起搬去緬因州與他們的姑姑艾達以及姑丈奇普同住。當猴子再度於兄弟倆的新家神秘出現後，比爾發現猴子的力量，無視哈爾的抗議下轉動發條，造成不久候奇普遭到67匹野馬踩踏而亡 。雙胞胎將猴子封印在紙盒中，並將猴子丟棄在附近的水井，希望不會有人找到猴子。
25年後，哈爾與比爾以及自己的兒子彼得疏遠，他因懼怕猴子會回歸並殺害彼得而一年只見彼得一次。哈爾同時得知他的前妻與再婚對象泰德打算完全收養彼得，有效地將他從哈爾的生活中排除。同時，艾達突然遭逢詭異的意外而死。比爾致電給哈爾要他開車去艾達家，宣稱他懷疑猴子已經回歸，而某人正在轉動發條，哈爾在目擊一名女子在汽車旅館遭到電擊死亡後確信此事為真。房仲芭芭拉隨後對哈爾透露，在艾達死後一週內，一系列的詭異死亡意外在鎮上不停發生，芭芭拉隨後遭到霰彈槍槍擊身亡。
哈爾與彼得來到艾達家後得知比爾居住於鎮上並持有猴子，比爾因長久懷疑露易絲之死是哈爾試圖殺害自己所造成，便雇用名叫瑞奇的當地人來尋找猴子，他花了數年等到猴子回歸才實行自己的報復計畫 ，然而，猴子在過去一週內僅隨機殺害除了哈爾以外的人。比爾懷疑任何轉動發條的人都對猴子的詛咒免疫，便告訴哈爾要讓彼得轉動發條來保他安全，否則，比爾會不顧任何人的死活，會持續轉動發條直到哈爾死亡為止。
哈爾拒絕比爾的要求，直到對猴子著迷的瑞奇持槍要脅彼得要他從比爾的房子中取走猴子，比爾讓彼得轉動發條，使瑞奇隨後遭到一群胡蜂殺死。哈爾進入房屋內，而比爾看到自己的弟弟仍舊毫髮無傷，以蠻力強行讓猴子在沒有轉動發條的狀況下擊鼓以殺死哈爾。作為報復，猴子開始不受控制地擊鼓，並啟動遍布整個小鎮的死亡與毀滅。比爾最終放棄，雙胞胎最終在彼此道歉並坦白對母親死亡的悲傷後言歸於好，不久，猴子最後一次擊鼓，使得比爾瞬間遭到一顆寫著露易絲名字的保齡球斬首。
哈爾與彼得在開車行經毀滅的小鎮時接受了自己作為猴子持有者的宿命，防止發條再度被轉動。一名蒼白的黑眼男子（暗示其為蒼白騎士）騎馬路過並向哈爾致意。意圖與兒子修復關係的哈爾提議要前去跳舞，因露易絲喜歡跳舞，而彼得也欣然接受。

## 演员
- 提奥·詹姆斯飾演哈爾（Hal）／比爾·薛朋（Bill Shelburn）
  - 克利斯汀·康佛瑞（英语：Christian Convery）飾演年幼的哈爾／比爾
- 塔蒂亚娜·马斯拉尼飾演露易絲·薛朋（Lois Shelburn），哈爾與比爾的母親。
- 伊利亞·伍德飾演泰德·哈默曼（Ted Hammerman），哈爾前妻的再婚對象。
- 柯林·歐布萊恩（英语：Colin O'Brien (actor)）飾演小彼得·薛朋（Petey Shelburn Jr），哈爾的兒子。
- 羅漢·坎貝爾（英语：Rohan Campbell）飾演瑞奇（Ricky），溜滑板的青年。
- 莎拉·李維（英语：Sarah Levy (actress)）飾演艾達·季默（Ida Zimmer），哈爾與比爾的姑姑
- 奧斯古德·柏金斯[5]飾演奇普·季默（Chip Zimmer），哈爾與比爾的姑丈。
- 亞當·史考特飾演老彼得·薛朋（Petey Shelburn Sr.），哈爾與比爾缺席的父親。
- 泰絲·迪珍斯坦（Tess Degenstein）飾演芭芭拉（Barbara），房仲。
- 丹妮卡·卓爾（Danica Dreyer）飾演安妮·維克斯（Annie Wilkes），哈爾與比爾的保母，角色命名自《戰慄遊戲》同名角色。
- 蘿拉·曼諾（英语：Laura Mennell）飾演哈爾的前妻
- 尼可·德·里約（Nicco Del Rio）飾演菜鳥神父（Rookie Priest）[6]
- 金斯頓·方（Kingston Chan）飾演派普警官（Lt. Pepper）
- 珍妮特·基德（英语：Janet Kidder）飾演瑞奇的母親

## 制作
在2023年戛纳电影市场期间，资方Black Bear Pictures宣布斯蒂芬·金的短篇小说《猴子》将被改编为电影，并向发行商出售。奧斯古德·柏金斯被聘请担任编剧和导演，由溫子仁的原子怪獸影業制作。据美國著作權局消息，该项目之前在2022年曾由探照灯影业开发。提奥·詹姆斯被选为主演。2024年3月，塔蒂亚娜·马斯拉尼、伊莱贾·伍德、克利斯汀·康佛瑞、柯林·歐布萊恩、羅漢·坎貝爾和莎拉·李維加入演员阵容。
主体拍摄工作于2024年2月5日至3月22日在溫哥華进行。

## 发行
2024年5月，霓虹公司在电影市场上赢得了多家美国发行商之间的竞标，获得了该片的美国发行权，并定于2025年上映。影片2025年2月21日在美国上映。《史蒂芬·金之猴子》是霓虹公司和柏金斯继《長腿》（2024年）之后的第二次合作。